# Allerton (Illinois)
Allerton é uma vila localizada no estado americano de Illinois, no Condado de Champaign e Condado de Vermilion.

## Demografia
Segundo o censo americano de 2000, a sua população era de 293 habitantes. 
Em 2006, foi estimada uma população de 280, um decréscimo de 13 (-4.4%).

## Geografia
De acordo com o United States Census Bureau tem uma área de 
1,7 km², dos quais 1,7 km² cobertos por terra e 0,0 km² cobertos por água. Allerton localiza-se a aproximadamente 214 m acima do nível do mar.

## Localidades na vizinhança
O diagrama seguinte representa as localidades num raio de 16 km ao redor de Allerton. 